# Seznam bolgarskih igralcev
Seznam bolgarskih igralcev.

## A
- Nikola Anastasov

## B
- Nikolaj Binev

## C
- Kosta Conev

## Č
- Rusi Čanev
- Georgi Čerkelov

## D
- Stefan Danailov
- Mariana Dimitrova
- Dobrin Dosev
- Moshe Dvoretzky

## F
- Ichak Finci

## G
- Stojan Gadev
- Georgi Georgiev-Gec
- Violeta Gindeva
- Kiril Gospodinov

## I
- Stanislav Ianevski
- Ivan Ivanov

## K
- Georgi Kalojančev
- Velko Kanev
- Apostol Karamitev
- Asen Kisimov
- Konstantin Kocev
- Nevena Kokanova
- Todor Kolev
- Ivan Kondov
- Marius Kurkinski

## L
- Tatjana Lolova

## M
- Georgi Mamalev
- Cvetana Maneva
- Vasil Mihajlov
- Stoyanka Mutafova

## P
- Dimitar Panov
- Georgi Parcalev
- Katja Paskaleva
- Svetoslav Peev
- Anja Penčeva
- Pavel Poppandov
- Vasil Popov
- Roza Popova (1879-1949)

## R
- Iskra Radeva
- Anton Radičev
- Đoko Rosić
- Georgi Rusev

## S
- Josif Sarčadžiev
- Eli Skorčeva
- Petar Slabakov
- Aneta Sotirova
- Georgi Stamatov
- Marija Statulova

## Š
- Hristo Šopov
- Naum Šopov

## T
- Leda Taseva
- Nikola Todev
- Filip Trifonov

## V
- Grigor Vačkov
- Kiril Varijski